# André Henning
André Henning (* 1984 in Velbert) ist ein ehemaliger deutscher Feldhockeyspieler und aktueller -trainer. Seit 2021 ist er Cheftrainer der deutschen Hockeynationalmannschaft der Herren, mit der er im Januar 2023 den Weltmeistertitel in Indien feierte.

## Karriere
Henning wurde in Velbert im Bergischen Land geboren und begann dort beim HC Velbert mit dem Hockeyspielen. Im Alter von elf Jahren wechselte er zum HTC Uhlenhorst Mülheim und entwickelte sich zu einem der besten Spieler seines Jahrgangs. Zehn Länderspiele bestritt er für die U16- und U18-Nationalmannschaft des, ehe er aufgrund eines Kreuzbandrisses seine aktive Karriere beenden musste.
Neben seinem Jura-Studium an der Ruhr-Universität Bochum begann er daraufhin, Jugendmannschaften von Uhlenhorst Mülheim zu trainieren. 2007 übernahm er die erste Herrenmannschaft der Mülheimer und wurde mit nur 23 Jahren jüngster Cheftrainer eines Bundesligateams. Unter Henning kehrte der deutsche Rekordmeister in die nationale Spitze zurück. Nach zwei vierten Plätzen in den Jahren 2009 und 2010 standen die Mülheimer 2011 erstmals wieder im Endspiel um die Deutsche Meisterschaft – verloren aber mit 0:4 gegen den Club an der Alster aus Hamburg. 2013 folgte ein weiterer Vizemeistertitel, diesmal mussten sich die Uhlenhorster Rot-Weiss Köln mit 2:3 geschlagen geben. Der erste große Titel folgte 2014 mit dem Gewinn des Deutschen Meistertitels in der Halle.
Nach sieben Jahren als Chefcoach wechselte Henning 2014 nach Hamburg zum Club an der Alster, wurde der Sportlicher Leiter des Nachwuchsbereichs und Co-Trainer der Bundesligamannschaft. Nach nur einem Jahr kehrte er allerdings nach Nordrhein-Westfalen zurück und übernahm den Hockey-Bundesligisten Rot-Weiss Köln. Diesen etablierte der Coach als Spitzenteam der Bundesliga. 2016 und 2021 wurde er mit den Kölnern Deutscher Meister auf dem Feld, 2017 und 2020 auch in der Halle. Dazu kamen Titel in der Euro Hockey League 2017 sowie im Hallen-Europapokal 2018.
Neben seinen Tätigkeiten auf Vereinsebene war André Henning auch früh für den Deutschen Hockeybund aktiv. 2013 gewann er mit der U21-Nationalmannschaft den Weltmeistertitel in Indien. 2015 führte er die U18-Nationalmannschaft zum Europameistertitel. 2016 war er Teil des Trainerteams der deutschen Nationalmannschaft der Damen bei den Olympischen Spielen in Rio de Janeiro. Im Herbst 2019 war er an der Seite von Interimscoach Markus Weise als Co-Trainer mitverantwortlich für die Olympiaqualifikation der A-Nationalmannschaft. Beim aufgrund der Covid19-Pandemie ins Jahr 2021 verschobenen Sommerspielen in Tokio war Henning aber als Coach der kanadischen Nationalmannschaft dabei.
Im Dezember 2021 wurde Henning als Nachfolger von Kais al Saadi zum Cheftrainer der deutschen Nationalmannschaft der Herren ernannt. Mit ihm gewann die Mannschaft den Titel bei der Hockey-Weltmeisterschaft 2023 in Indien.

## Ehrungen
- 2023: Trainer des Jahres in Nordrhein-Westfalen